# La Licorne
La Licorne ("El unicornio") o Cahiers de La Licorne/Cuadernos de la Licorne era una revista literaria fundada por la poetisa uruguaya Susana Soca, que produjo tres ediciones en Francia en la primavera de 1947, otoño 1948 e invierno de 1948.
Una publicación inspirada en ella Entregas de la Licorne, editada en Montevideo en 1953 por Ángel Rama.